# Zadnjik
Zadnjik ali anus je končna odprtina prebavne cevi. 

## Vloga pri odvajanju
Glejte glavni članek Odvajanje
Odvajanje je primarna naloga zadnjika. Ko se danka napolni s stolico (fecesem), intrarektalni tlak naraste in feces doseže zadnjikov kanal. Peristaltični valovi potiskajo feces proti zadnjični odprtini. Med odvajanjem se obe mišici zapiralki sprostita, odprtina se odpre, hkrati pa mišici potegneta zadnjik navzgor. Kot posledica teh dogodkov stolica zapusti analni kanal in s tem telo. 

## Vloga v spolnosti
Glejte glavni članek Analni spolni odnos
V zadnjiku je veliko živčnih končičev in zato je ta predel telesa zelo občutljiv na dotik in predstavlja erogeno cono. Ugodje pri analnem spolnem odnosu je tudi posledica prenašanja dotika na vagino pri ženskah in obsečnico pri moških. Pri penetraciji penisa ali pripomočja v anus je priporočljiv lubrikant, da ne pride do draženja ali poškodb notranjosti zadnjika.

## Puberteta
Pri moških začnejo med puberteto, približno med 13. in 14. letom, zaradi delovanja testosterona poganjati dlake okoli zadnjične odprtine. Sprva se pojavijo nežne, brezbarvne dlačice, ki kasneje postanejo temnejše in debelejše.

## Bolezni zadnjika
- Atrezija anusa,  prirojena neprehodnost zadnjikovega kanala,
- rak na zadnjiku, ki po navadi zelo hitro razseva,
- zlata žila ali hemoroidi, vozlaste razširitve žil,
- analna fisura, boleča razpoka,
- analna fistula, običajno posledica vnetja,
- pruritus ani, srbenje v analnem predelu,
- zdrs anusa,
- perianalni absces,
- tromboza perianalnih ven ...

## Higiena
Higiena zadnjika je pomembna tako po odvajanju kot po analnem spolnem odnosu. Umivanje z agresivnejšimi mili ali premočno drgnjenje s toaletnim papirjem lahko draži kožo okoli zadnjika in povzroči srbenje in nastanek ranic. Včasih je srbenje okoli anusa posledica okužbe z glistami.